# Stanisław Szworc
Stanisław Szworc (ur. 26 kwietnia 1893 w Miejskiej Górce, zm. 30 kwietnia 1977 w Sebastian) – polski kapitan żeglugi wielkiej, powstaniec wielkopolski.
Bohater tytułowego opowiadania książki Arkadego Fiedlera Dziękuję ci kapitanie; kapitanem „Wisły”SS Wisła (1928) był wówczas Stanisław Szworc.

## Życiorys
Absolwent Szkoły Nawigacyjnej w Lubece. Brał udział w powstaniu wielkopolskim. W latach 30. kapitan statków "Żeglugi Polskiej": s/s "Chorzów", s/s "Tczew" i s/s "Cieszyn", później kapitan m.in. s/s "Wisła", m/s "Rozewie" i m/s "Lechistan". W marcu 1944 został kapitanem s/s "Kielce".
Od 1945 służył na statkach amerykańskich.
Bohater tytułowego opowiadania Arkadego Fidlera "Dziękuję ci, kapitanie"